# Andreas M. Zeiher
Andreas Michael Zeiher (* 1955) ist ein deutscher Kardiologe, Professor und Direktor der Medizinischen Klinik III am Universitätsklinikum Frankfurt am Main.

## Leben
Andreas M. Zeiher studierte von 1974 bis 1981 Medizin an der Albert-Ludwigs-Universität Freiburg mit der Promotion zum Dr. med. Danach war er dort Assistenzarzt bei Hanjörg Just, war 1986/87 zu einem Forschungsaufenthalt am Cedars-Sinai Medical Center der UCLA und habilitierte sich 1990 in Freiburg in Innerer Medizin unter Hanjörg Just. Ab 1990 war er Oberarzt in Freiburg und Leiter der Interventionellen Kardiologie. Ab 1995 war er Professor und Direktor der Medizinischen Klinik III am Universitätsklinikum Frankfurt am Main. 2001 bis 2006 war er stellvertretender ärztlicher Direktor der Universitätsklinik.
2007 erhielt er mit Stefanie Dimmeler den Ernst Jung-Preis für Forschung über den Einsatz von Stammzellen zur Verbesserung der Herzdurchblutung. Beide zeigten in einer klinischen Studie mit über 200 Herzinfarktpatienten, dass die Katheter-Infusion patienteneigener Stammzellen aus dem Knochenmark die Neubildung von Gefäßen und die Pumpleistung des Herzens verstärkte. Die regenerativen Fähigkeiten der Stammzellen nahmen allerdings mit der Schwere des Infarkts ab. Die genaue Wirkungsweise dieses Therapieansatzes ist dabei noch Gegenstand der Forschung, da die Stammzellen nicht direkt die Herzmuskelzellen ersetzen und dies auch aufgrund ihrer relativ geringen Anzahl keine ausreichende Erklärung für den Effekt bietet.
1991 erhielt er den Rudolf Thauer Preis und 2009 den Paul-Morawitz-Preis der Deutschen Gesellschaft für Kardiologie.
Seit 2011 ist Andreas Zeiher Standortsprecher des Deutschen Zentrums für Herz-Kreislauf-Forschung e.V. (DZHK), Standort RheinMain. Das DZHK ist ein Partner der Deutschen Zentren der Gesundheitsforschung, die der Verbesserung der Vorsorge, der Diagnose und der Behandlung von Volkskrankheiten verpflichtet sind und wurde 2011 auf Initiative des Bundesministeriums für Bildung und Forschung gegründet. Ziel aller sechs Deutschen Zentren der Gesundheitsforschung ist es, Ergebnisse aus der Grundlagenforschung schneller in die klinische Anwendung zu bringen.
2019 wurde Andreas Zeiher zum Präsidenten der Deutschen Gesellschaft für Kardiologie – Herz- und Kreislaufforschung e.V. ernannt.